# Éric Berthon
Pour les articles homonymes, voir Berthon.
Éric Berthon, né le 10 octobre 1961 à Mulhouse, est un skieur acrobatique français. 

## Palmarès

### Jeux olympiques d'hiver
- Jeux olympiques d'hiver de 1988 à Calgary (Canada) :
  - 11e en bosses (sport de démonstration)
- Jeux olympiques d'hiver de 1992 à Albertville (France) :
  - 4e en bosses

### Championnats du monde de ski acrobatique
- Championnats du monde de ski acrobatique de 1986 à Tignes (France) :
  -  Médaille d'or en bosses.
- Championnats du monde de ski acrobatique de 1989 à Oberjoch (Allemagne) :
  -  Médaille de bronze en bosses.

### Coupe du monde de ski acrobatique
- Meilleur classement général : 12e en 1987 et en 1991.
- Meilleur classement en bosses : 2e en 1987 et 1988.
- 24 podiums dont 3 victoires dans les épreuves de coupe du monde.